# Asplenium wangii
Asplenium wangii är en svartbräkenväxtart som beskrevs av C. M. Kuo. Asplenium wangii ingår i släktet Asplenium och familjen Aspleniaceae. Inga underarter finns listade.